# RCA Records
Фірма звукозапису RCA — один із лейблів звукозапису, холдингу Sony Music Entertainment.
Заснована 1901 року як Victor Talking Machine Company, що займалася виробництвом фонографів. 1929 року компанію придбала Радіокорпорація Америки (RCA), після чого лейбл існує під сучасною назвою. У 1940-х — 1950-х компанія конкурувала з Columbia Records, в цей період записувала Симфонічний оркестр NBC, Чиказький та Бостонський оркестри. 1955 року компанія викупила контракт на записи Елвіса Преслі. З 1957 року компанія відкрила студію в Нешвіллі, що протягом 20 років записувала яка зараз відкрита для екскурсій як RCA Studio B.
В 1983 року компанія придбала 50 % акцій компанії Bertelsmann, а 1986 була перейменована у BMG Music (Bertelsmann Music Group). 2004 року після об'єднання злиття Bertelsmann Music Group з Sony Music Entertainment, лейбл належить холдингу Sony BMG Music Entertainment.

## Деякі виконавці
- Autograph
- Брітні Спірс
- Крістіна Агілера
- Девід Боуі
- Келлі Кларксон
- Наталі Імбрулья
- Авріл Лавін
- Елвіс Преслі
- Джастін Тімберлейк
- Backstreet Boys
- Делла Різ
- Kings Of Leon
- Адам Ламберт
- Mr. Mister
- Hurts
- New Politics
- Westlife
- Scorpions
- The Browns
- Одрі Міка